# Danusia Jurandówna
Danusia Jurandówna (właśc. Anna Danuta Jurandówna) – jedna z głównych bohaterek powieści Krzyżacy Henryka Sienkiewicza, córka komesa Juranda ze Spychowa. Była opisywana jako niezwykle piękna dziewczyna. Po stracie matki wychowywana przez księżnę mazowiecką Annę Danutę, której była ulubienicą. Na jej dworze śpiewała i grała na lutni. Gdy miała dwanaście lat, stała się obiektem miłości Zbyszka z Bogdańca, który złożył jej rycerskie ślubowanie, że ofiaruje jej trzy pawie czuby z hełmów niemieckich. Gdy Zbyszko wpadł w tarapaty po ataku na posła krzyżackiego, Danusia uratowała go przed karą śmierci, narzucając mu na głowę białą chustę (nałęczkę) i wołając – „Mój ci jest!”. Wkrótce po ślubie ze swym rycerzem, została porwana przez Krzyżaków, którzy w ten sposób chcieli dostać w swoje ręce Juranda. Odbita z rąk krzyżackich przez Zbyszka, zmarła na jego rękach niedaleko Spychowa. Została pochowana w grobie rodowym w gródku spychowskim.

## W filmie
W 1960 r. powstał film Krzyżacy, którego reżyserem był Aleksander Ford. Rolę Danusi zagrała Grażyna Staniszewska.